# Джугели, Иван Рамазович
Ива́н (Маму́ка) Рама́зович Джуге́ли (род. 14 апреля 1969, Зестафони, Грузинская ССР) — советский и грузинский футболист, нападающий. В настоящее время — футбольный агент.

## Игровая карьера
Выступал в грузинских клубах «Колхети-1913» (Поти), «Кутаиси», «Маргвети» (Зестафони).
В 1995 году результативного форварда пригласил в украинский «Темп» из Шепетовки президент клуба Джумбер Нишнианидзе. В чемпионате Украины результативность Джугели значительно снизилась. За «Темп» в 16 матчах забито всего 2 гола. Далее игрок меняет команды, не задерживаясь нигде более чем на полсезона.

## Карьера селекционера
По окончании игровой карьеры Джугели стал агентом грузинских футболистов. Основное место трудоустройства его клиентов — первый российский дивизион (ФНЛ).
В 2009 году параллельно работал спортивным директором махачкалинского «Анжи». В Махачкале познакомился с тренером команды Омари Тетрадзе, стал его ассистентом. В том же году махачкалинцы заняли первое место в Первом дивизионе и вышли в Премьер-лигу. Затем Тетрадзе перебрался в нижегородскую «Волгу», вместе с ним ушёл и Джугели. В Нижнем Новгороде Иван работал без официальной должности. «Волга» также за один сезон смогла выйти в Премьер-лигу. В сезоне-2012/13 сотрудничал с хабаровским клубом «СКА-Энергия».
В 2018 году курировал футбольный клуб «Рустави».
По состоянию на конец 2019 года имеются сведения о том, что Джугели является «клубным агентом» волгоградского «Ротора», одним из претендентов на замену ушедшему с поста главного тренера «Ротора» Игоря Менщикова являлся протеже Мамуки Омари Тетрадзе.
В 2022 году стал сотрудничать с клубом «Колхети-1913» (Поти), по итогам сезона команда вышла из третьей лиги во вторую.

## Достижения
«Колхети-1913»
- Серебряный призёр чемпионата Грузии (1): 1993/94